# 2025年亚洲冬季运动会日本代表团
2025年亞洲冬季運動會日本代表團是日本派出的2025年亞洲冬季運動會代表團。日本共派出151名選手參加本屆亞洲冬季運動會所有11個項目。